# Porella (mosdiertjes)
Porella is een mosdiertjesgeslacht uit de familie van de Bryocryptellidae en de orde Cheilostomatida. De wetenschappelijke naam ervan is in 1848 voor het eerst geldig gepubliceerd door Gray.

## Soorten
- Porella acutirostris Smitt, 1868
- Porella alba Nordgaard, 1906
- Porella ammense Winston & Hayward, 2012
- Porella andrejashevi Gontar, 1993
- Porella aperta Boeck, 1862
- Porella areolata Maplestone, 1902
- Porella belli (Dawson, 1859)
- Porella biserialis Souto, Berning & Ostrovsky, 2016
- Porella bispina O'Donoghue & O'Donoghue, 1923
- Porella capensis O'Donoghue, 1924
- Porella columbiana O'Donoghue & O'Donoghue, 1923
- Porella compressa (J. Sowerby, 1805)
- Porella concinna (Busk, 1854)
- Porella cymosa Hayward, 1994
- Porella donoghueorum Dick, Grischenko & Mawatari, 2005
- Porella fragilis Levinsen, 1914
- Porella hyadesi Jullien, 1888
- Porella immersa Mawatari, 1956
- Porella kurilensis Mawatari, 1956
- Porella laevis (Fleming, 1828)
- Porella major (Hincks, 1884)

- Porella marukawai Okada, 1918
- Porella mesoatlantica Souto, 2019
- Porella minuta (Norman, 1868)
- Porella mucronata Mawatari, 1956
- Porella normani Kluge, 1908
- Porella occulta Harmer, 1957
- Porella patens Osburn, 1952
- Porella patula (M.Sars, 1851)
- Porella peristomata (Nordgaard, 1905)
- Porella porifera (Hincks, 1884)
- Porella proboscidea Hincks, 1888
- Porella reduplicata (Osburn, 1933)
- Porella rotundirostris Liu, 1990
- Porella smitti Kluge, 1907
- Porella struma (Norman, 1868)
- Porella subcompressa Busk, 1884
- Porella taylori Soule, Soule & Chaney, 1995
- Porella tenuis (Calvet, 1906)
- Porella tumida Kluge, 1955
- Porella turgidula Hayward, 1994

- Porella areolata Ortmann, 1890 (taxon inquirendum)
- Porella cornuta Levinsen, 1909 (taxon inquirendum)
- Porella inflata Waters, 1900 (taxon inquirendum)
- Porella pacifica O'Donoghue, 1925 (taxon inquirendum)
- Porella transversalis Ortmann, 1890 (taxon inquirendum)
- Porella tridentata Pratt, 1898 (taxon inquirendum)

Niet geaccepteerde soorten:
- Porella antarctica Gray, 1872 → Errina antarctica (Gray, 1872)
- Porella asymmetrica Schiller, 1933 → Mesoporos perforatus (Gran) Lillick, 1937
- Porella bella (Busk, 1860) → Smittina bella (Busk, 1860)
- Porella cervicornis (Pallas, 1766) → Smittina cervicornis (Pallas, 1766)
- Porella fissurata Ortmann, 1890 → Cigclisula fissurata (Ortmann, 1890)
- Porella groenlandica Norman, 1894 → Pachyegis groenlandica (Norman, 1894)
- Porella obesa Waters, 1900 → Schizoporella obesa (Waters, 1900)
- Porella plana Hincks, 1888 → Palmiskenea plana (Hincks, 1888)
- Porella princeps Norman, 1903 → Pachyegis princeps (Norman, 1903)
- Porella saccata (Busk, 1856) → Cystisella saccata (Busk, 1856)
- Porella tubulata (Busk, 1861) → Bryocryptella tubulata (Busk, 1861)
- Porella tubulifera (Heller, 1867) → Phoceana tubulifera (Heller, 1867)
- Porella variabilis Androsova, 1958 → Buchneria variabilis (Androsova, 1958)